# Cserkészliliom

Cserkészliliom a két csillaggal

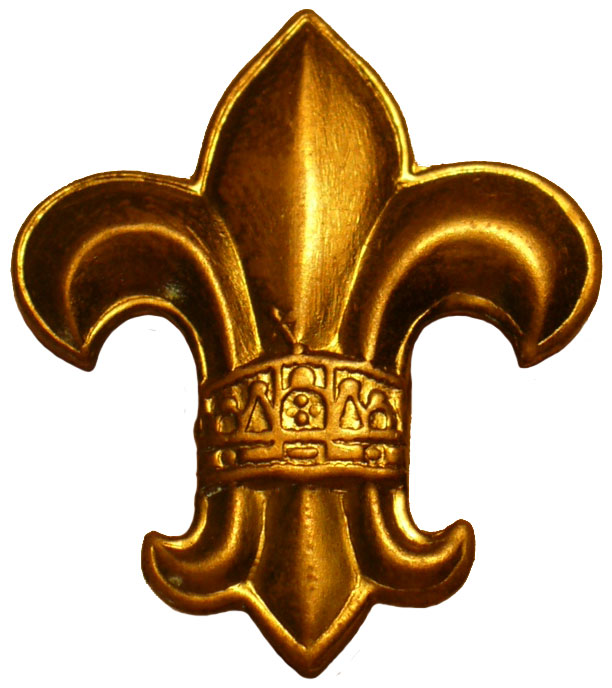
Magyar cserkészliliom a Szent Koronával (1930-as évek)

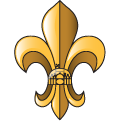
A jelenlegi hivatalos változat

A cserkészliliom a cserkészet egyik alapvető jelképe, amely a legtöbb cserkészszövetség logójának alapját képezi.
A Cserkész Világszövetség jelvényében két ötágú csillag is megjelenik, amelyek a tíz cserkésztörvényre és az öt világrészre utalnak. A liliomot körülvevő kötél az egységet, az egyszerű kettős csomó a segítőkészséget jelképezi. Ezek az elemek fehérrel jelennek meg lila alapon. A két csillag ezen kívül a tíz cserkésztörvényre is utalhat. A liliom három ága a cserkészfogadalom három részét jelképezi: kötelességteljesítés (Isten, haza és embertárs iránt), segítőkészség, valamint a cserkésztörvény megtartása.
Ezt a szimbólumot Flavio Gioja óta gyakran használták az iránytűn az északi irány jelzésére. Baden-Powell magyarázata szerint a cserkészek innen vették a liliomot, mert „a helyes irányba (és fölfelé) mutat, nem fordulva sem jobbra sem balra, mivel ezek újra visszafelé vezetnek”.